# بلات روجرز
بلات روجرز (بالإنجليزية: Platt Rogers)‏ هو سياسي أمريكي، ولد في 1850 في نيوتن في الولايات المتحدة، وتوفي في 25 ديسمبر 1928 في دنفر في الولايات المتحدة بسبب ذات الرئة.